# Cristóbal Diatristán de Acuña
Cristóbal Diatristán de Acuña (1597 Burgos, Španělsko – 1675? Lima, Peru) byl španělský jezuita, misionář a cestovatel v Jižní Americe.

## Působení v Jižní Americe
Procestoval území Chile a Peru o nichž zanechal popis cesty. V letech 1639–1640 plul po proudu Amazonky spolu s Pedrem Teixeirou. Tento tok prozkoumali od pramene až k řece Pará. Na této cestě sbíral informace o indiánských kmenech a působil zde také jako misionář.

## Dílo
- Nuevo descubrimiento del gran Rio de las Amazonas, Madrid 1641, druhé vydání, 2 sv. 1891 (přeloženo též do angl. fr. a něm.)